# Endrőc, Baranya
Endrőc este un sat în districtul Szigetvár, județul Baranya, Ungaria, având o populație de 388 de locuitori (2011). 

## Demografie
Componența etnică a satului Endrőc
     Maghiari (90,07%)
     Romi (9,93%)
Componența confesională a satului Endrőc
     Romano-catolici (61,86%)
     Fără religie (2,32%)
     Reformați (1,29%)
     Necunoscută (34,54%)
Conform recensământului din 2011, satul Endrőc avea 388 de locuitori. Din punct de vedere etnic, majoritatea locuitorilor (90,07%) erau maghiari, cu o minoritate de romi (9,93%).  Din punct de vedere confesional, majoritatea locuitorilor (61,86%) erau romano-catolici, existând și minorități de persoane fără religie (2,32%) și reformați (1,29%). Pentru 34,54% din locuitori nu este cunoscută apartenența confesională.